# Jan van Barneveld
Drs. Jan van Barneveld (1936 – 21 september 2022) was een Nederlands publicist en spreker, met name over de verbondenheid van het christendom met het Joodse volk en het land Israël.

## Biografie
Van Barneveld studeerde fysica en wiskunde aan de Vrije Universiteit van Amsterdam waar hij in 1959 afstudeerde. Samen met Evert van de Poll en Otto de Bruijne behoorde Van Barneveld tot de young angry evangelicals wat volgens hem zoveel betekende als dat het evangelie niet alleen oproept tot geloof, maar ook tot navolging.
Het waren deze idealen die Van Barneveld als leraar wiskunde en natuurkunde in 1967 naar Ghana brachten waar hij les ging geven op een middelbare school waar net studentenopstanden losgebroken waren. Nadat hij daar een jaar later wilde vertrekken, ging hij eerst nog een paar weken naar Israël. Hij trof het land vlak na de Zesdaagse Oorlog: Ik hoorde hoe de Egyptische troepen het land bijna hadden overrompeld. Met eigen ogen zag ik hoe Israël zich snel herstelde. Het Bijbelse kader ontbrak mij toen nog, maar om mij heen zag ik profetieën in vervulling gaan. Toen vroeg Johan Frinsel sr., die net was aangetreden als directeur van stichting Tot Heil des Volks, of Van Barneveld maandelijks een artikel over Israël voor De Oogst, het maandblad van de stichting, wilde schrijven. In 1973 bundelde hij in eigen beheer Israël onze oudere broeder. Bekende boeken die later van zijn hand verschenen zijn Om Sions wil niet zwijgen, Eindtijd, Israël en de islam en Het einde van de vervangingsleer. Tussen 1975 en 1983 was hij als directeur werkzaam bij Tearfund Nederland waarna hij zich verbond aan De Barmhartige Samaritaan, bekend van Operatie Schoenendoos.
Van Barneveld gaf tot 2010 lezingen en seminars over eindtijd, profetie en Israël. Daarbij refereerde hij ook vaak aan dat hij en zijn vader schoolmeester waren en het belang van onderwijs. Hij aarzelde niet om een aantal controversiële onderwerpen te behandelen. Ook publiceerde hij in de maandelijkse uitgave Israël Aktueel en Het Zoeklicht. Tussen 2005 en 2017 vertolkte hij in tweegesprek met Dolf van de Vegte zijn op het chiliasme geënte en christenzionistisch getinte wekelijkse Bijbelbeschouwingen op de christelijke familiezender Family7 in de ruim 200 afleveringen tellende serie Eindtijd & Profetie. Het betreft een speciale interesse op de rechterflank van het evangelicaal christendom voor de eindtijd en onder meer de rol die de oprichting van de staat Israël daarin zou spelen. Voor Van Barneveld was de Bijbelse profetie een uiting van een door God 'voorgeschreven' geheime geschiedenis, die ontcijferd moet worden. Volgens Van Barneveld was de islam de nieuwe verschijning van de Antichrist, omdat deze godsdienst de uitroeiing van het jodendom voor ogen zou staan.
Het laatste artikel dat Van Barneveld schreef was voor Het Zoeklicht, in 2020. In totaal schreef Van Barneveld tussen 1999 en 2020 bijna 400 artikelen voor het blad. Op maandag 26 september 2022 stond Family7 bij het actualiteitenprogramma Uitgelicht! stil bij het leven van Van Barneveld. Te gast waren Otto de Bruijne en Ans van de Vegte.

## Persoonlijk
Van Barneveld was getrouwd met Wil van Barneveld en had vijf kinderen. Hij was vaste bezoeker van De Rivier Gemeente in Wijk bij Duurstede waar hij regelmatig sprak.